# Brazilian Decimetric Array
O Brazilian Decimetric Array (BDA) é o primeiro radiointerferômetro em ondas decimétricas desenvolvido e construído no Brasil, com mais de 50 por cento de tecnologia nacional, e emprega modernas técnicas de interferometria para operar com altas resoluções espacial e temporal.
Será capaz de gerar dez imagens do Sol por segundo, bem como sua análise em tempo real, utilizando uma máquina de arquitetura paralela e um software que implementa a técnica de tomografia espectral e que permite inclusive a análise de "loops" solares. Espera-se assim contribuir no aperfeiçoamento da previsão do clima espacial.
O projeto BDA é coordenado pelo Prof. Hanumant S. Sawant, da Divisão de Astrofísica do Inpe, e está sendo desenvolvido com a participação de várias unidades do instituto, entre elas a Coordenação de Ciências Espaciais e Atmosféricas (CEA), o Laboratório Associado de Computação e Matemática Aplicada (LAC), o Laboratório de Integração e Testes (LIT) e a Divisão de Eletrônica Aeroespacial (DEA).
Além de contar com a colaboração de diversas instituições nacionais e estrangeiras, tais como o Indian Institute of Astrophysics, o Tata Institute of Fundamental Research do National Center for Radio Astronomy, ambos da Índia, e a Universidade da Califórnia - Berkeley, além da Universidade Federal de São Carlos, da Pontifícia Universidade Católica de Poços de Caldas e da Universidade do Vale do Paraíba.